# 白马山脉
白馬山脈（日语：／）是属於日本紀伊山地的山脈之一。
位於從護摩壇山發源的有田川和日高川之間，呈東西走势至紀伊半島最西端的日之岬。

## 主要山峰
- 城森山（1,269公尺）
- 石堂山（1,080公尺）
- 水寶形山（1,063公尺）
- 白井山（952公尺）
- 白馬山（957公尺）
- 小山（458公尺）